# Красне (Тотемський район)
Кра́сне (рос. Красное) — село у складі Тотемського району Вологодської області, Росія. Входить до складу Толшменського сільського поселення.

## Населення
Населення — 28 осіб (2010; 51 у 2002).
Національний склад (станом на 2002 рік):
- росіяни — 98 %